# Jenny B
Jenny B właśc. Giovanna Bersola (ur. 20 lipca 1972 roku w Katanii) – włoska piosenkarka. Wokalistka takich eurodance'owych zespołów jak Playahitty czy Corona.

## Albumy
- 2001 Come Un Sogno

## Single
- 1992 Wanna Get Your Love
- 1993 There's A Bit Goin' On
- 1995 "Lady Don't Cry" (feat. Red Velvet)
- 1999 "Shine Into My Life" (feat. Stefano Gamma)
"Gonna Get Your Love" (feat. S-Sense)
"Waitin' For You" (feat. Benny Bee)
- 2001 "A Part Of Me (Na-Na-Na)" (feat. Funbeat)
- 2002 "Love Is The Music" (feat. F.R)
"Cantankerous Soul" (feat. Soul Central)
- 2003 "Paradiso Beach" (feat. Alan Sorrenti)
- 2007 "Step Side To Side" (feat. Stylus Robb)
- 2012 "Found Love" (feat. Afa Connection)
- 2014 "Secret Lover/Open Up Your Eyes" (feat. Alessandro Magnanini)